# Jacinto Machado
Jacinto Machado là một đô thị thuộc bang Santa Catarina, Brasil. Đô thị này có diện tích 428,65 km², dân số năm 2007 là 10738 người, mật độ 24,5 người/km².